# Stadio Panaitōlikou
Lo stadio Panaitōlikou (in greco Γήπεδο Παναιτωλικού) è un impianto sportivo greco di Agrinio, in Grecia.
È utilizzato dal Panaitōlikos per i suoi incontri interni, e ha una capienza di circa 5 230 posti.

## Storia
Fu inaugurato nel 1930 e il record di presenze si ebbe nel 1977, in occasione di un incontro di campionato tra Panaitōlikos e Olympiacos, cui assistettero 11 012 spettatori.
Nel 2005 lo stadio è stato ristrutturato per poter ospitare gli incontri della massima serie.